# Banco Sudameris
Banco Sudameris foi um banco brasileiro com sede em São Paulo. O banco surgiu no ano de 1900, com o nome Banco Commerciale Italiano de São Paulo. Dez anos depois, foi adquirido pelo Banque Française et Italienne pour L’Amérique du Sud (ou Banca Francese e Italiana per l'America del Sud).
Com o fim da Segunda Guerra Mundial, o banco retomou suas operações, sob o nome Banco Federal Brasileiro. Após algumas décadas, mudanças de nome e transferência da sede, passa a ser finalmente Banco Sudameris Brasil, fruto da união do Dresdner Bank com a União de Bancos Suíços. 
Nos anos 2000, o banco foi comprado pelo ABN AMRO/Banco Real, que em 2007 passou para o Santander.

## Edifício
O edifício "Banco Francês e Italiano", antiga sede do banco na capital paulista, na rua Quinze de Novembro, 213, construído em 1919, é uma das edificações verticais pioneiras em São Paulo. Foi projetada por Giulio Micheli, inspirada no Palazzo Strozzi.

## Extinção
Em 1998, o banco obteve o controle acionário do Banco América do Sul, fundado em 1940 por imigrantes japoneses. A aquisição foi feita com a intenção do banco ganhar mercado no Brasil, mas essa operação, poucos anos mais tarde, se revelou desastrosa. Os controladores haviam descoberto que o Sudameris não teria grandes ganhos de escala com a então aquisição do América do Sul. 
O banco comprado tinha uma péssima carteira de crédito, um número grande de clientes inativos e uma clientela excessivamente concentrada na faixa de renda que vai de R$ 500 a R$ 1 mil por mês. A lista de clientes dos dois bancos somados dava 600 mil pessoas, mas os clientes de fato ativos não iam além de 100 mil e com um agravante: eram clientes que, por ser de baixa renda, geravam para o banco apenas um terço da receita proporcionada por clientes que ganhavam mais de R$ 3 mil por mês. 
Com as receitas baixas e o custos altos, o grupo controlador, o italiano Intesa, na época o maior banco da Itália, teve que fazer constantes injeções de capital até que os executivos decidiram que o melhor seria vender o banco do que insistir nos aportes de dinheiro.
Em maio de 2002 o banco chegou a ser comprado pelo Itaú, porém, em novembro do mesmo ano o banco desistiu da compra.
Com a desistência da compra pelo Itaú, o grupo controlador continuou em busca de um comprador. Estavam no páreo ABN AMRO Real, Bradesco e o Unibanco, até que em abril de 2003 o Sudameris foi enfim comprado pelo ABN AMRO Real. O novo grupo adquiriu o Banco Sudameris, então o nono maior banco do Brasil, por R$ 2,3 bilhões. Na época, foi a primeira grande aquisição do banco holandês no Brasil desde a compra do Real em 1998, consolidando sua quinta posição no ranking do setor.
Na época, Fábio Barbosa, presidente do ABN Amro Real, disse que havia três principais razões para comprar o Sudameris: a forte presença do banco na alta renda; a importante atuação no Estado de São Paulo (o ABN Amro tinha maior exposição no Rio de Janeiro e em Minas Gerais) e o bom relacionamento da instituição com as pequenas e médias empresas.
Somente em 2007, passados quatro anos da aquisição pelo ABN Amro Real, que o banco concluiu no início de setembro o processo de integração do Sudameris. As agências da instituição passaram a fazer parte da rede do Banco Real, que ficou como marca única.